# Cerapachys edentatus
Cerapachys edentatus é uma espécie de formiga do gênero Cerapachys.